# Phaeocalicium interruptum
Phaeocalicium interruptum är en lavart som först beskrevs av William Nylander och som fick sitt nu gällande namn av Leif Tibell. 
Phaeocalicium interruptum ingår i släktet Phaeocalicium och familjen Mycocaliciaceae. Arten är reproducerande i Sverige.